# 臺北市信義區光復國民小學

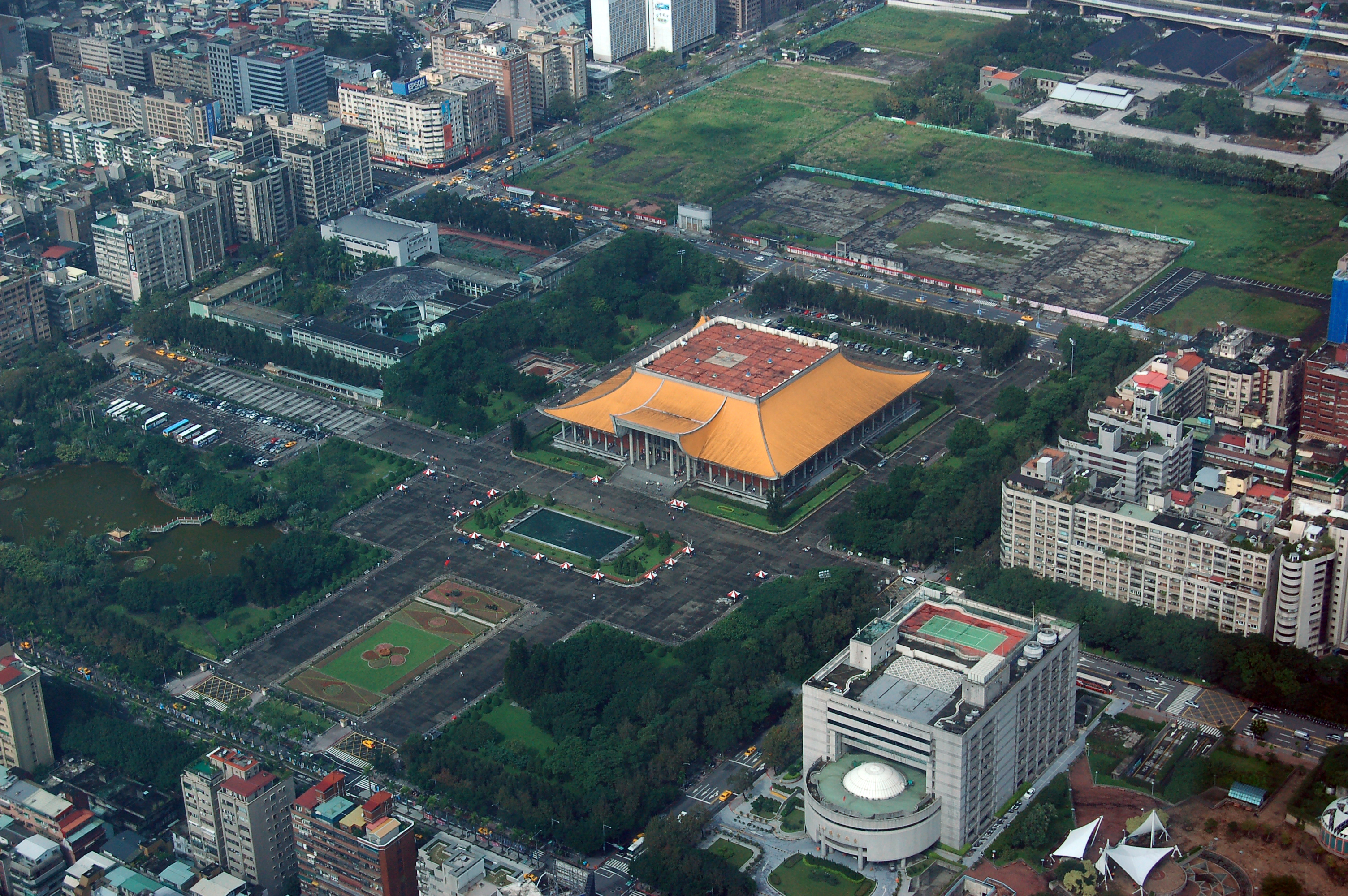
位於中山公園西北側的光復國小

臺北市立光復國民小學（Taipei Municipal Guangfu Elementary School），簡稱光復國小，是一所成立於1964年的公立國民小學，位於臺灣臺北市信義區中山公園，緊鄰國父紀念館。
102學年度（2013年）該校教師約171人、行政人員約12人，學生則約2174人。

## 校史
光復國小成立於民國五十三年，第一任校長為張登旺先生，成立之初學生約200人，因無校舍，師生借用興雅國小一間及三興國小兩間教室上課。民國五十四年三月臺北市政府徵收現有校地，並由知名建築師修澤蘭規劃興建校舍。民國五十六年完成第一期校舍工程，即現今之光復樓一、二、三樓及和平樓，全體師生遷入現址上課及辦公。

## 歷任校長
- 張登旺 先生接任首任校長。(民國五十三年八月一日)

- 李慇懃 先生接任第二任校長。(民國五十六年九月三十日)

- 王金蓮 女士接任第三任校長。(民國六十一年八月一日)

- 陳炳爵 先生接任第四任校長。(民國七十一年八月三日)

- 田慶成 先生接任第五任校長。(民國七十八年八月一日)

- 洪　成 先生接任第六任校長。(民國八十二年八月一日)

- 溫騰光 先生接任第七任校長。(民國八十九年八月一日)

- 林基在 先生接任第八任校長。(民國九十一年八月一日)

- 陳庭獅 先生接任第九任校長。(民國九十五年八月一日)

- 丁一航 先生接任第十任校長。(民國一O三年八月一日)

- 賴俊賢 先生接任第十一任校長。(民國一O九年八月一日)

- 修金莒 先生接任第十二任校長至今 。(民國一一三年八月一日)

## 知名校友
- 林熙蕾
- 林奕華
- 湯志偉
- 孫立群
- 葛揚明